# Xian de Handan
Le xian de Handan (邯郸县 ; pinyin : Hándān Xiàn) est un district administratif de la province du Hebei en Chine. Il est placé sous la juridiction de la ville-préfecture de Handan.

## Démographie
La population du district était de 365 836 habitants en 1999.